# Kaku (władca)
Kaku (sum. ka-kù) – słabo znany władca sumeryjskiego miasta-państwa Lagasz. Znany jest jedynie ze swej pierwszej „nazwy rocznej”: „Rok w którym Kaku (został) władcą” (mu ka-kù énsi). 